# Йохей Івасакі
Йохей Івасакі (яп. 岩﨑 陽平; нар. 24 березня 1987, Цу, Міє, Японія) — японський футболіст, захисник.

## Життєпис
Під час навчання в школі грав за футбольну команду свого навчального закладу з префектури Міє, у складі якої виступав на Національному спортивному фестивалі, також допоміг команді потрапити до 16-ки найкращих у Національному чемпіонаті середніх шкіл. Після закінчення середньої школи вступив до університету Чукйо, але на третьому курсі взяв відпустку й у 2007 році переїхав до Бразилії, де підписав контракт з «Камборіуенсе» та став професійним гравцем.
Після цього часто змінював клуби в Бразилії і, зрештою, приєднався до «Парана», який тренував Марсело Олівейра. Серед його товаришів по команді були Марсело Апаресідо Тоскано та Жоау Пауло да Сілва, які згодом грали у Джей-лізі, Елвіс Вієйра Араужо, який перейшов у «Бенфіку», і Келвін Матеус де Олівейра, який перейшов у «Порту». Також виступав разом із Вінісіусом Гоясом Барбозою де Соузою, який грав за Атлетіко Мінейро, та Ірінеу Калісту Коуто, який грав у чемпіонаті Португалії. З травня 2010 року тренувався з «Альбірекс Ніїґата». У липні того ж року уклав договір з вище вказаним клубом, але через травми шансу закріпитися в «Ніїгаті» не отримав, а наприкінці сезону 2011 року його контракт закінчився. У 2012 році захищав кольори «Ганджу Івате», який на той час грав у другому дивізіоні аматорської футбольної ліги Тохоку, але через конфлікт з тодішнім тренером Імаї Тосіакі в липні покинув команду. У серпні перейшов до «Індепендьєнте» з Прімера дивізіону Парагваю. Після завершення сезону його перехопив перуанський агент і запррчив на перегляд у «Пасифіко» з Прімера Дивізіону Перу. Під час перегляду отримав запрошення на передсезонний матч з представником Першого дивізіону Парагваю «Серро-Портеньйо», а також зіграв у матчі проти «Сіенсіано». При грі на висоті понад 3900 метрів він розповів, що під час поєдинку у нього пішла носова кровотеча, а згодом почав страждати від висотної хвороби. Він підписав контракт із Серро Портеньо де Франко та знову грав у чемпіонаті Парагваю. Покинув клуб через невиплату зарплати та провів декілька місяців у Бразилії, де тренувався із «Сампайо Корреа». У той час він проживав з Джонасом Гомесом де Соузою, який згодом грав за «Фламенгу» та відомий хорватський клуб «Динамо» (Загреб). Побував на перегляді в клубах з Аргентини, Болівії та Чилі, після чого через SNS з ним зв’язався агент з Індії й організував перехід до «Рангдаджед Юнайтед» з індійської I-ліги. Незважаючи на те, що його бентежили культурні та харчові відмінності в Індії, декілька разів протягом сезону потраплив до збірної туру. Повідомлялося, що ФК «Норт-Іст Юнайтед» з індійської Суперліги висловив зацікавленість у його придбанні, але в квітні 2017 року Івасакі перейшов у «Ґіфу» під керівництвом Руя Рамоса. Серед його товаришів по команді були Кавагуті Йосікацу та Алессандро Сантос. Він знову грав в одній команді зі своїм однокласником по старшій школі Шуном Ногайто, але через закінчення контракту покинув команду наприкінці сезону. У 2015 році самостійно побував на перегляді в таких країнах Європи, як Латвія, Литва, Кіпр, Польща. Окрім цього, він неодноразово брав участь у переглядах у багатьох країнах, таких як Сінгапур, Бангладеш, Гонконг і Таїланд. У березні того ж року підписав контракт з «ТК Спортс Клаб» з Мальдівської ліги. Проте через декілька місяців повернувся до Японії через невиплату зарплати.
У січні 2016 року прийняв пропозицію від Артура Паппаса, якого призначили головним «Грін Джаллі» з австралійської НПЛ. Артур займав посаду головного тренера одної з команд-суперниць Йохеї в Індійській суперлізі, а згодом тренував «Йокогаму Ф. Марінос» та очолював «Кагосіму Юнайтед».
У листопаді 2016 року під керівництвом Тоди Кадзуюкі брав участь у благодійному матчі між збірною Японії та збірною Непалу.
Після цього захотів спробувати свої сили в Європі, тому відправився на перегляд до представника литовської А-ліги «Кауно Жальгіріс». Відразу після переходу став постійним гравцем і декілька разів обирався до збірної туру протягом першої половини сезону. Отримував пропозиції від «Бачки» з сербської Суперліги та «Аш-Шабабу» з Оманської ліги Зрештою, прийняв пропозцію від команди з Ес-Сібу, завдяки чому став першим японцем, який перейшов до Оманської ліги.
Оманський «Аш-Шабаб» вперше з моменту заснування клубу виграв Кубок професійної ліги. Також брав участь у Кубку Перської затоки, що проходив у Єгипті. Клуб також запропонував йому продовжити контракт, але японець знову змушений був терпіти затримки з виплатами зарплат, і зрештою покинув клуб, не продовживши контракт.
Під час тимчасового повернення до Японії створив спортивне товариство V.M.E.C у префектурі Міє.

## Статистика виступів
| Клубні виступи    | Клубні виступи       | Клубні виступи    | Ліга  | Ліга | Кубок                   | Кубок                   | Кубок ліги                  | Кубок ліги                  | Загалом | Загалом |
| Сезон             | Клуб                 | Ліга              | Матчі | Голи | Матчі                   | Голи                    | Матчі                       | Голи                        | Матчі   | Голи    |
| Бразилія          | Бразилія             | Бразилія          | Ліга  | Ліга | Кубок Бразилії          | Кубок Бразилії          | Кубок ліги                  | Кубок ліги                  | Загалом | Загалом |
| ----------------- | -------------------- | ----------------- | ----- | ---- | ----------------------- | ----------------------- | --------------------------- | --------------------------- | ------- | ------- |
| 2008              | «Камборіуенсе»       |                   |       |      |                         |                         |                             |                             |         |         |
| 2009              | «Паранаваї»          |                   |       |      |                         |                         |                             |                             |         |         |
| 2009              | «Серрано»            |                   |       |      |                         |                         |                             |                             |         |         |
| 2009              | «Пато-Бранку»        |                   |       |      |                         |                         |                             |                             |         |         |
| 2010              | «Парана»             | Серія B           |       |      |                         |                         |                             |                             |         |         |
| Японія            | Японія               | Японія            | Ліга  | Ліга | Кубок Імператора        | Кубок Імператора        | Кубок Джей-ліги             | Кубок Джей-ліги             | Загалом | Загалом |
| 2010              | «Альбірекс Ніїґата»  | Джей-ліга 1       | 0     | 0    | 0                       | 0                       | 0                           | 0                           | 0       | 0       |
| 2011              | «Альбірекс Ніїґата»  | Джей-ліга 1       | 0     | 0    | 0                       | 0                       | 0                           | 0                           | 0       | 0       |
| 2012              | «Ганджу Івате»       | Регіональні ліги  | 7     | 6    | 0                       | 0                       | 0                           | 0                           | 7       | 6       |
| Парагвай          | Парагвай             | Парагвай          | Ліга  | Ліга | Кубок Лібертадорес      | Кубок Лібертадорес      | Південноамериканський кубок | Південноамериканський кубок | Загалом | Загалом |
| 2012              | «Індепендьєнте»      | Прімера Дивізіон  |       |      |                         |                         |                             |                             |         |         |
| Індія             | Індія                | Індія             | Ліга  | Ліга | Кубок                   | Кубок                   | Кубок Федерації             | Кубок Федерації             | Загалом | Загалом |
| 2013-2014         | «Рангдаджед Юнайтед» | І-Ліга            | 18    | 2    |                         |                         |                             |                             | 18      | 2       |
| Японія            | Японія               | Японія            | Ліга  | Ліга | Кубок Імператора Японії | Кубок Імператора Японії | Кубок Джей-ліги             | Кубок Джей-ліги             | Загалом | Загалом |
| 2014              | «Ґіфу»               | Джей-ліга 2       | 2     | 0    | 0                       | 0                       | -                           | -                           | 2       | 0       |
| Загалом           | Бразилія             | Бразилія          |       |      |                         |                         |                             |                             |         |         |
| Загалом           | Парагвай             |                   |       |      |                         |                         |                             |                             |         |         |
| Загалом           | Індія                | Індія             | 18    | 2    |                         |                         |                             |                             | 18      | 2       |
| Загалом           | Японія               | Японія            | 9     | 6    | 0                       | 0                       | 0                           | 0                           | 9       | 6       |
| Усього за кар'єру | Усього за кар'єру    | Усього за кар'єру | 27    | 8    | 0                       | 0                       | 0                           | 0                           | 27      | 8       |